# McCall
McCall (ang. The Equalizer, 1985–1989) – amerykański serial sensacyjny stworzony przez Michaela Sloana i Richarda Lindheima.
Światowa premiera serialu miała miejsce 18 września 1985 r. na kanale CBS. Ostatni odcinek został wyemitowany 24 sierpnia 1989 roku. W Polsce serial nadawany był dawniej na nieistniejących kanałach RTL7 i Nasza TV we wspólnym paśmie.

## Obsada
Lista obejmuje aktorów, którzy wystąpili w co najmniej 4 spośród 88 odcinków serialu.
- Edward Woodward jako Robert McCall (wszystkie 88 odcinków)
- Keith Szarabajka jako Mickey Kostmayer (56 odcinków)
- Robert Lansing jako Control (29 odcinków)
- Mark Margolis jako Jimmy (16 odcinków)
- William Zabka jako Scott McCall (12 odcinków)
- Chad Redding jako sierż. Alice Shepard/Beth Mackie (11 odcinków)
- Richard Jordan jako Harley Gage (10 odcinków)
- Maureen Anderman jako Pete O'Phelan/Eleanor Griffith (9 odcinków)
- Ron O'Neal jako por. Isadore Smalls (7 odcinków)
- Irving Metzman jako Sterno (7 odcinków)
- Steven Williams jako por. Jefferson Burnett (6 odcinków)
- Robert Joy jako Jacob Stock (5 odcinków)
- Eddie Jones jako por. Brannigan/p. Winslow (5 odcinków)
- Melissa Sue Anderson jako Yvette Marcel (4 odcinki)
- Jon Polito jako David Pfieffer/Gene Carmack/Gianni (4 odcinki)
- Martin Shakar jako Harriman/detektyw/Kelly Stigman/Frank Morrow (4 odcinki)
- Joe Morton jako Carter Brock/Slate (4 odcinki)
- Earl Hindman jako por. Elmer/Findlay (4 odcinki)
- A.L. Sheppard jako detektyw Kelly/detektyw kryminalny (4 odcinki)
- Sheila Stainback jako prezenterka/kluczowy świadek (4 odcinki)
- Kenneth Solarino jako Jeremy/ochroniarz (4 odcinki)
- Frank Adonis jako kierowca limuzyny/szofer (4 odcinki)